# Hamburger Wappen

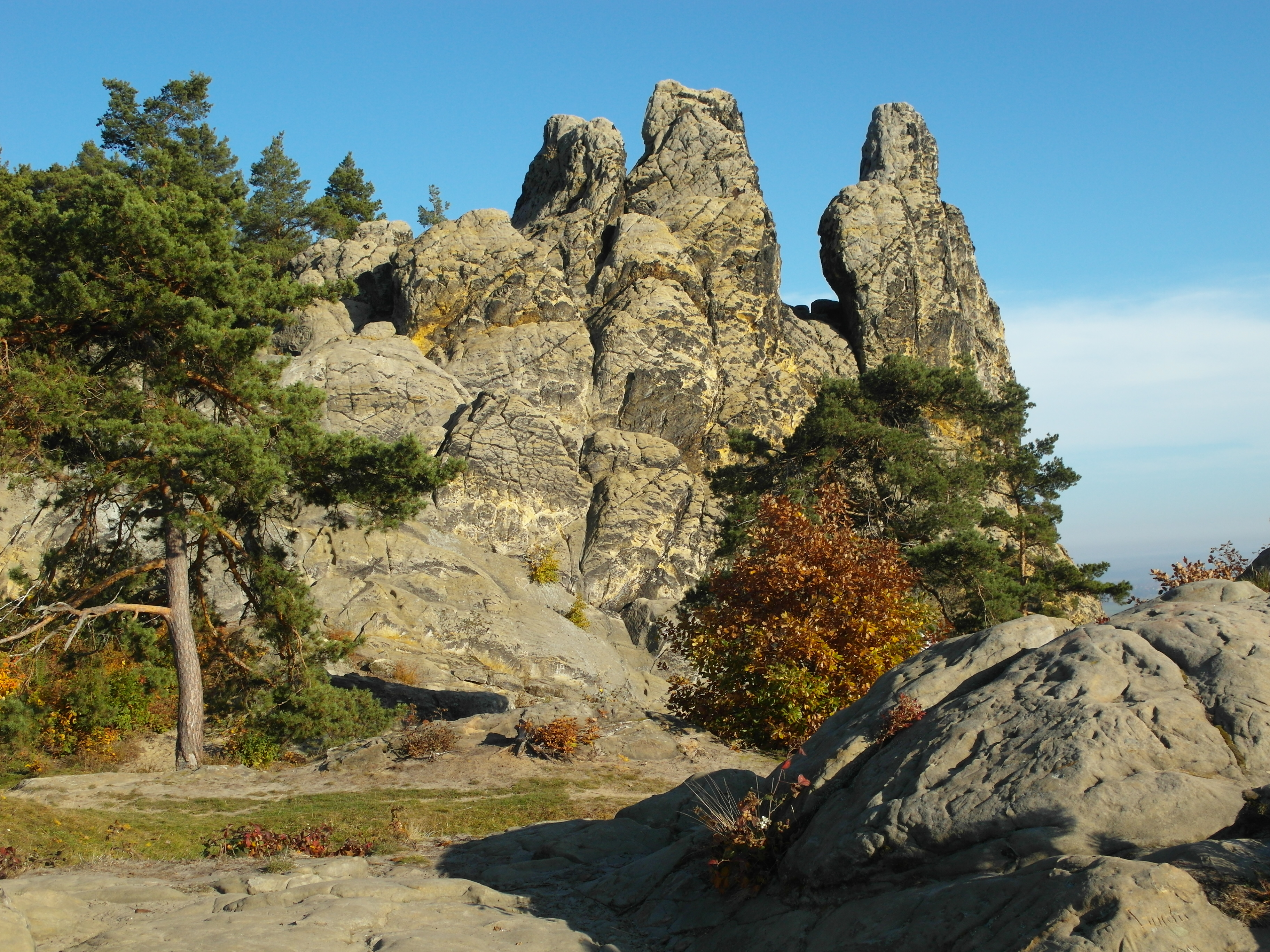
Teufelsmauer mit Hamburger Wappen bei Timmenrode

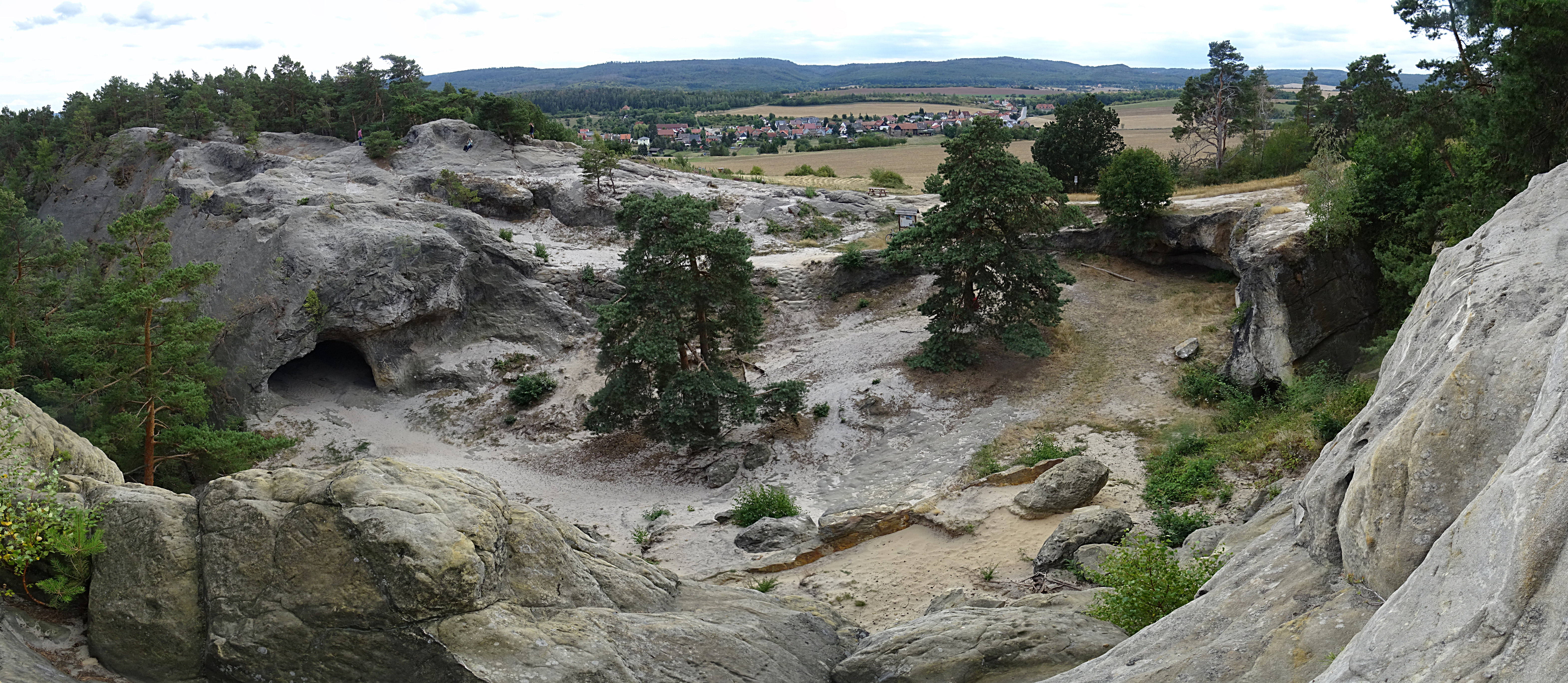
Blick vom Hamburger Wappen auf Teufelsloch und Kuhställe

Landeswappen zum Vergleich

Hamburger Wappen oder Drei Zinnen (ca. 252 m ü. NHN) heißt ein besonders markantes Felsgebilde der Teufelsmauer im nördlichen Harzvorland unweit von Timmenrode im Landkreis Harz, Sachsen-Anhalt.
Die drei steilaufragenden Felsnadeln der Sandsteinformation ähneln dem Wappen der Hansestadt Hamburg mit dessen drei Türmen. Unterhalb der Felsformation erstreckt sich auf der Südseite ein kleiner Talkessel. Auf seiner Südseite liegen die Kuhställe genannten Felshöhlen. Gegenüber, am südöstlichen Rand des Kessels, erstreckt sich die Höhle Teufelsloch an deren Außenseite die Rittertreppe entlangführt. Auf der Nordseite führt ein Pfad bis an die Zinnen heran. Über die in den Fels geschlagene 15-stufige Zinnentreppe ist ein Aufstieg zwischen die Zinnen möglich.
Am Fuß der Südseite befindet sich ein mit finanzieller Unterstützung der Stadt Hamburg angebrachtes Wappen Hamburgs. Bemerkenswert ist eine am westlichen Rand der Felsformation zu findende Darstellung eines Vogels.
Die Felsformation Hamburger Wappen ist als Nr. 74 in das System der Stempelstellen der Harzer Wandernadel einbezogen.
Der Film Der Medicus von 2013 wurde in Teilen am Hamburger Wappen gedreht.
Im Jahr 2016 war das Hamburger Wappen ein Drehort für den deutschen Märchenfilm Das singende, klingende Bäumchen.